# Syzeuctus africanus
Syzeuctus africanus är en stekelart som först beskrevs av Cameron 1904.  Syzeuctus africanus ingår i släktet Syzeuctus och familjen brokparasitsteklar. Inga underarter finns listade i Catalogue of Life.